# Pic d'Aygues Cruses
Le pic d'Aygues Cruses est un sommet des Pyrénées, situé sur la frontière franco-espagnole entre les Hautes-Pyrénées, en région Occitanie, et la province de Huesca dans la communauté d'Aragon, qui culmine à 2 796 ou 2 791 mètres d'altitude dans le massif de Batchimale.

## Toponymie
En occitan aygues signifie « eaux », cruses de cluse signifie « enfermé » qui disparaissent sous les roches donc le pic des eaux enfermés.

## Géographie
Il est situé entre le département des Hautes-Pyrénées en vallée du Louron dans le vallon d'Aygues Tortes sur la commune de Loudenvielle et la vallée de Chistau en Espagne.

### Topographie
Il est situé au sud-ouest des Grauès de Clarabide, à l'est du port d'Aygues Tortes à l'ouest du pic d'Aygues Tortes. Il surplombe l'ibón Royo au sud.

### Hydrographie
Le sommet délimite la ligne de partage des eaux entre le bassin de la Garonne côté nord, qui se déverse dans l'Atlantique, et le bassin de l'Èbre, qui coule vers la Méditerranée côté sud.

## Voies d'accès
Côté français on peut y accéder au départ du pont du Prat à la centrale hydroélectrique de Tramezaygues, il faut traverser les gorges de Clarabide par un chemin très escarpé jusqu'à la construction d'un chemin plus sûr construit par les Ponts et Chaussées, et rejoindre le refuge de la Soula. De là prendre le sentier le long de la Neste de Clarabide jusqu'à la bifurcation de la cabane de Prat Caseneuve et s'enfoncer au fond du vallon en direction du pic Schrader.

## Protection environnementale
Le sommet fait partie d'une zone naturelle protégée, classée ZNIEFF de type 2 : vallée du Louron.